# باري ميسنر
باري ميسنر هو لاعب هوكي الجليد كندي، ولد في 26 يوليو 1946 في يونيتي ‏ في كندا.

## وصلات خارجية
- باري ميسنر على موقع دوري الهوكي الوطني (الإنجليزية)
- باري ميسنر على موقع EliteProspects.com (الإنجليزية)
- باري ميسنر على موقع HockeyDB.com (الإنجليزية)
- باري ميسنر على موقع Hockey-Reference.com (الإنجليزية)